# Cesare Golfari
Cesare Golfari (Forlimpopoli, 25 dicembre 1932 – Lecco, 26 dicembre 1994) è stato un politico italiano.

## Biografia
Nativo della Romagna, all'età di diciannove anni si trasferì nel lecchese come insegnante di scuola elementare. Esponente democristiano, fu sindaco di Galbiate dal 1960 al 1970. Nel 1974 fu eletto presidente della Lombardia e ricoprì l'incarico fino al 1979. Nel corso del suo mandato, nel 1978, la Regione rilevò per 43 miliardi di lire la proprietà del Grattacielo Pirelli, per farne la nuova sede dell'ente.
Nel 1987 fu eletto senatore e nel 1992 venne ricandidato e rieletto.
Pochi mesi dopo la cessazione del mandato parlamentare, morì nel 1994 stroncato da un infarto mentre era alla guida della sua auto, a Lecco.